# Sovrani di Raiatea
Quello che segue è un Elenco dei monarchi del regno di Raiatea. Tutti questi sovrani ebbero il titolo di Ari'i rahi.

## Monarchi di Raiatea
| Immagine | Nome                    | Dinastia  | Nascita - Morte                       | Inizio del regno | Fine del regno | |
| -------- | ----------------------- | --------- | ------------------------------------- | ---------------- | -------------- | --- |
|          | Tamatoa II              | Raiatea   | ? – 1803                              | ?                | 1803           | Ari'i o capo di Opoa, divenuto in seguito "Ari'i Rahi" o Gran Capo di Raiatea. |
|          | Tamatoa III             | Raiatea   | 1803 – 10 luglio 1831                 | 1757             | 10 luglio 1831 | Primo sovrano col titolo di re dal 1820. |
|          | Tamatoa IV              | Raiatea   | 1797 – 1857                           | 1831             | 1857           | |
|          | Tamatoa V               | Pomare    | 23 settembre 1842 – 30 settembre 1881 | 19 agosto 1857   | 1871           | |
|          | Tahitoe                 | Raiatea   | 1808 – 1881                           | 1871             | 1881           | |
|          | Tehauroa                | Raiatea   | 1830 – 18 marzo 1884                  | 1881             | 1884           | |
|          | Tamatoa VI              | Teurura'i | 1853 – 15 settembre 1905              | 25 gennaio 1885  | 18 marzo 1888  | |
|          | Tuari'i regina di Avera | Raiatea   | 18?? – 19??                           | 189?             | 1897           | Figlia cadetta di re Tahitoe. Venne proclamata regina da un governo dissidente e governò su Avera, un distretto di Raiatea. Accettò dopo pochi anni di regno l'annessione francese. |